# Centruroides margaritatus
Espèce
Synonymes
- Scorpio margaritatus Gervais, 1841
- Centruroides margaritatus morenoi Mello-Leitão, 1945

Centruroides margaritatus est une espèce de scorpions de la famille des Buthidae.

## Distribution
Cette espèce se rencontre en Colombie, en Équateur et dans le Nord du Pérou.
Elle a été introduite en Jamaïque et à Cuba.

## Description

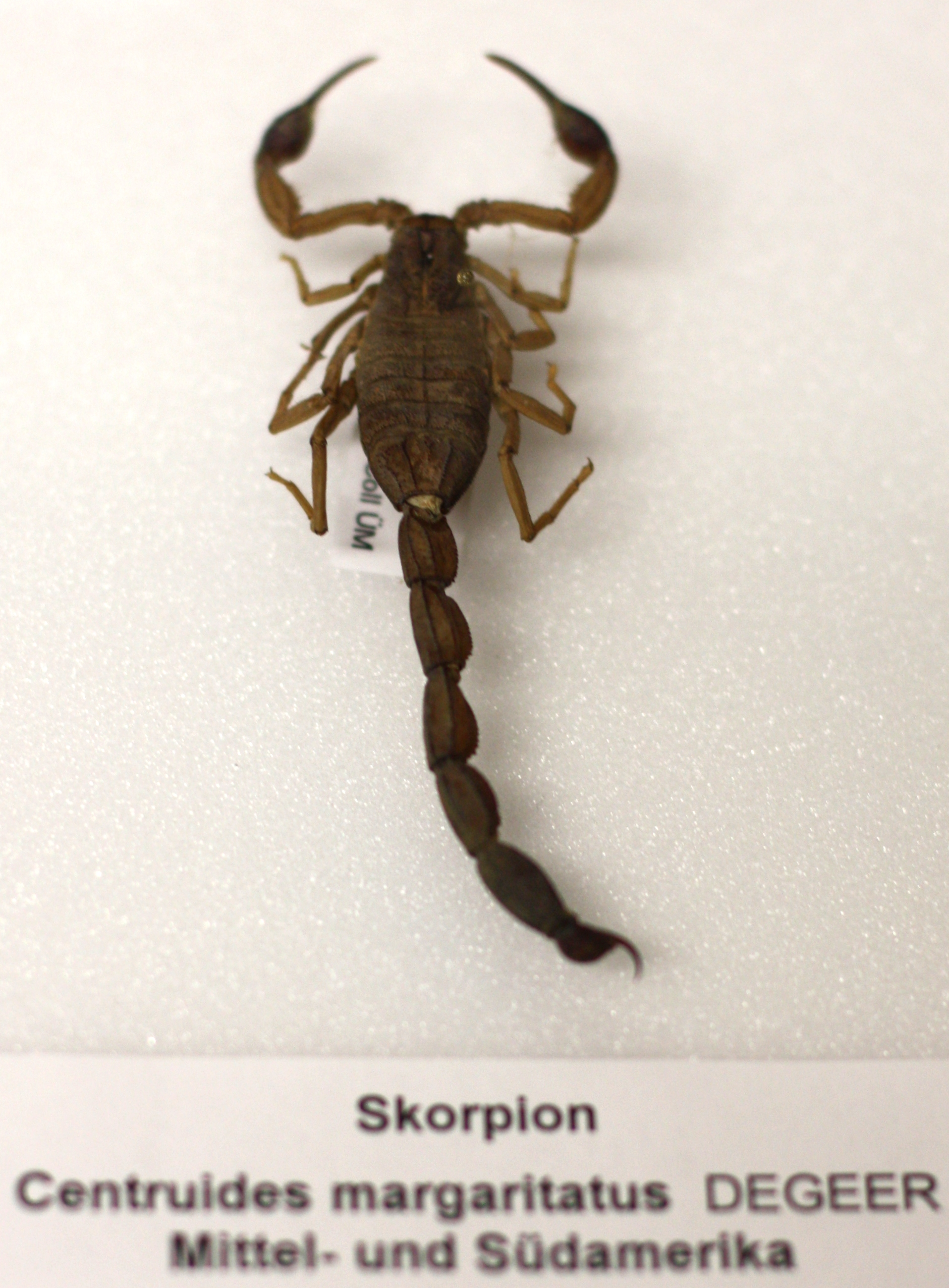
Centruroides margaritatus

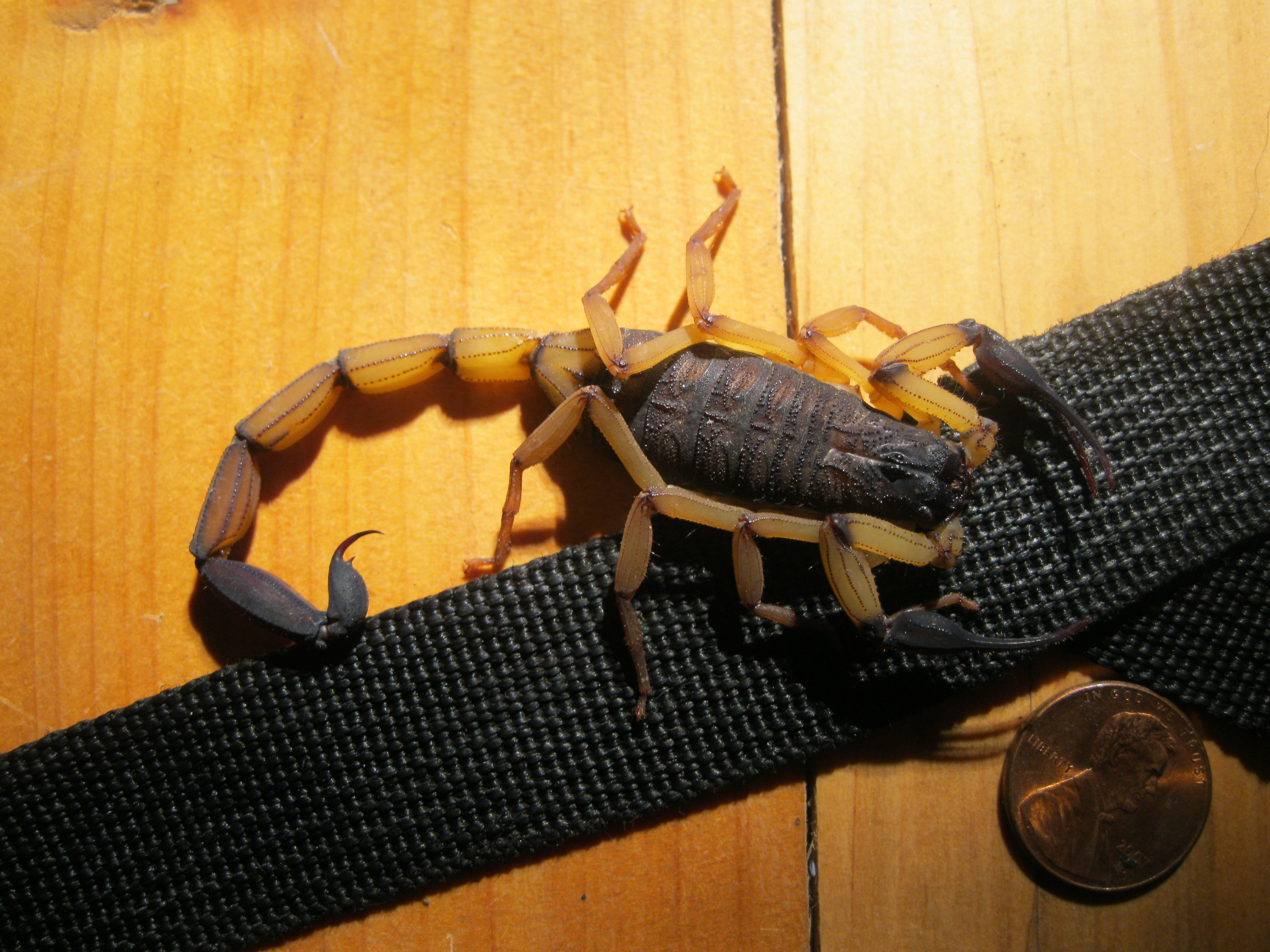
Centruroides margaritatus

Centruroides margaritatus mesure de 65 à 100 mm.

## Publication originale
- Gervais, 1841 : « Arachnides. » Voyage autour du monde exécuté pendant les années 1836 et 1837 sur la corvette La Bonite, commandée par M. Vaillant. Publié par ordre du roi sous les auspices du Département de la Marine. Zoologie. Aptères, Paris, Arthus Bertrand, p. 281–285.